# Şebī
Şebī (persiska: صبی, Qal‘eh Bālā Şebī) är en ort i Iran.   Den ligger i provinsen Khorasan, i den nordöstra delen av landet, 700 km öster om huvudstaden Teheran. Şebī ligger 1 293 meter över havet och antalet invånare är 203.
Terrängen runt Şebī är platt åt nordväst, men åt sydost är den kuperad.Runt Şebī är det ganska glesbefolkat, med 25 invånare per kvadratkilometer. Närmaste större samhälle är Kalāteh-ye Zanganeh, 5,4 km nordväst om Şebī. Trakten runt Şebī består i huvudsak av gräsmarker.